# Thottea beungongtanoeh
Thottea beungongtanoeh — вид квіткових рослин з родини хвилівникових (Aristolochiaceae).

## Морфологічна характеристика
Thottea beungongtanoeh можна відрізнити від інших видів роду за 33-лопатевим стовпчиком. T. beungongtanoeh схожий на T. grandiflora Rottb.; окрім того, що має більшу кількість листочків (33 проти 20), новий вид відрізняється тим, що має суцвіття, розташоване близько до рівня землі (а не далі від рівня землі) та трубчасту трубку оцвітини (проти дзвіночкової).

## Поширення та екологія
Це ендемік північної Суматри (провінція Ачех, Індонезія), відомий лише з типового місцеположення. Зростає в низинних змішаних двокрилих лісах на хвилястій місцевості на висоті ≈ 60–80 м над рівнем моря, на глинистих змішаних з гумусом ґрунтах.

## Етимологія
Видовий епітет походить від ачеської мови beungong tanoeh, що означає «квітка землі», що вказує на розташування квітів.